# Dawidów (województwo mazowieckie)
Dawidów – wieś w Polsce położona w województwie mazowieckim, w powiecie radomskim, w gminie Jedlnia-Letnisko. Ma status sołectwa. Sołtysem wsi jest Jan Machnio.
W latach 1945–1975 miejscowość administracyjnie należała do województwa kieleckiego, następnie w latach 1975-1998 do województwa radomskiego.
Wierni Kościoła rzymskokatolickiego należą do parafii św. Faustyny Kowalskiej w Groszowicach.